# Eudokia Komnénovna
Eudokia Komnénovna (řecky Εὐδοκία Κομνηνή, Eudokia Komnēnē, 1162? – 1203) byla praneteř byzantského císaře Manuela I. Komnena a manželka Viléma VIII. z Montpellieru.

## Život
Eudokia Komnénovna se narodila kolem roku 1162 jako pátá dcera sebastokratora Izáka Komnena, třetího syna byzantského císaře Jana II. Komnena. Byla druhým a posledním dítětem z jeho druhého manželství s Irenou Diplosynadenou.
Eudokia byla v roce 1174 vyslána Manuelem do Provence, aby se zasnoubila se synem královské aragonské rodiny. Podle příběhu nedůvěryhodného trubadúra byl její plánovaný manžel třetím nejstarším synem krále Alfonse II. Aragonského. Letopisy města Pisa uvádějí, že zamýšlený ženich byl Alfonsův mladší bratr, hrabě Ramon Berenguer IV. Provensálský. Plánovaný sňatek se snažil aragonským a provensálským spojenectvím s byzantským císařem Manuelem I. zmařit vliv císaře Barbarossy. Fridrich I. Barbarossa měl však lenní moc nad hrabětem z Provence, zásnuby překazil a navrhl jako vhodného ženicha Viléma z Montpellieru. Zasnoubení s Ramonem Berenguerem bylo ukončeno nejpozději v roce 1179.
Po značném váhání se Eudokia v roce 1180 provdala za Viléma VIII. z Montpellieru, pod podmínkou (kterou museli odpřisáhnout všichni mužští obyvatelé Montpellieru), že jejich prvorozené dítě, ať už chlapec nebo děvče, zdědí panství Montpellier.
Eudokia měla s Vilémem jednu dceru, Marii, narozenou v roce 1182. V dubnu 1187 ji manžel zapudil kvůli Anežce Kastilské. Poté byla držena v benediktinském klášteře Aniane a stala se jeptiškou. Zemřela v roce 1203, krátce před dceřiným třetím sňatkem s králem Petrem II. Aragonským.